# 身分制議会
身分制議会（みぶんせいぎかい）とは、中世から近世にかけてヨーロッパに存在した議会のこと。近代以降の議会とは異なり、参加者は諸侯、聖職者、及び都市の代表などの特権身分層に限定され、これ以外の者の参加は許されなかった。フランスの三部会、イングランド議会、神聖ローマ帝国の帝国議会などが代表的である。

## 身分制議会の参加者
- 諸侯
- 聖職者
- 都市（ドイツにおいては帝国都市）

の代表であることが一般的である。これらの諸身分内における互選によって代表者が決定される。都市の代表は大商人、もしくはギルドの親方層であることが多い。ただし、これらの諸身分に加え、スウェーデン・デンマークなどのように農民が代表を送る国もあった。
近世まではこれら身分制議会の参加資格をもつ身分層を指してナティオ(Natio)と言った。

## 身分制議会の主な目的

### 国王の諮問機関
諮問と言っても常に国王の施策に賛同するとは限らない。イングランドでは王権の規制を目的として議会が作られた。

### 課税審議
課税審議を巡って市民革命にまで発展した例が多い。清教徒革命、フランス革命等。

### 国王の選挙
国王の選挙は選挙王制の場合に限る。国王の権力が大きかった西ヨーロッパのイギリスやフランスでは王朝の断絶時に新王家を国王として認めるか否かの審議が行われたのみで選挙は行われなかった。
ドイツではこの選挙を選帝侯に限定していたことに特色がある。
エルベ川以東の東ヨーロッパでは、権力の大きい王朝が断絶すると選挙によって王を選ぶ事は一般的であった。

## 歴史
12世紀末、イベリア半島のレオン王国に最初の身分制議会が成立した。その後13世紀になると、カスティーリャ王国・アラゴン王国などにも設けられ、続いてポルトガル・両シチリア王国、神聖ローマ帝国、イングランドなどでも開催された。14世紀に入るとフランス、さらにドイツの領邦やイタリアの都市国家などでも設けられた。15世紀には北欧・東欧にも拡大していった。

## 各国の議会

### スペイン・ポルトガル
1188年にレオン王国で最初のコルテスが開催された。その後、カスティーリャ王国・アラゴン王国・ポルトガルでもコルテスが開催され、課税や王位継承の承認や立法に対する請願を掌った。またコルテス閉会中には代わりにフンタが組織され、コルテスでの決定事項の監視やその他の事務処理を行った。しかし絶対王政の確立に伴い、貴族や都市の権力が削がれてしまい、17世紀には都市代表が王の指名となるなど実質的意義が失われ、コルテスも殆ど開催されなくなった。

### イングランド
課税審査権などを行使して、経済面から王権を制限する役割を果たした。1341年に貴族や聖職者の代表で構成される上院と、騎士、都市の代表である下院によって構成される二院制が定められた。他国の身分制議会が身分制社会の解体とともにその役割を終えて新たに近代の議会を成立させたのに対し、イングランドでは中世の議会が市民革命を経て近代の議会へとそのまま移行していったことが特徴的である。
絶対王政の時代に入っても、テューダー朝の時代にはおおむね国王と議会の連携が見られていたが、17世紀初頭に成立したスチュアート朝の歴代国王が議会の存在を軽んじたため、国王と議会の対立構図が形成された。とりわけ、1629年から1640年までの11年間は議会が開催されなかった。

### フランス
1302年、フランスの身分制議会である三部会が初めて開催された。アヴィニョン捕囚に際して国王の政策に賛同を与えることを目的として開催された。絶対王政下で官僚制が整備され国王直属の徴税機構が成立したことは身分制議会の役割を低下させ、1615年から1789年までの175年間全く議会は召集されなかった。ただし、当時の統治には様々な特権団体（社団）の協力が必要不可欠であり、国王が諸団体の利権を擁護しながら統治を行ったため、身分制議会をわざわざ開催する必要がないことも、長期に渡って議会が開かれなかった要因であった。
18世紀末に深刻な財政難に陥ったルイ16世が特権身分の免税特権廃止を図ると、彼らは特権剥奪に対して抵抗し再び三部会を開催した。しかし、こうした身分制社会の枠組み（アンシャン・レジーム）の打破を図る勢力が三部会から離れて国民議会を結成、フランス近代議会の起源となった。

### ドイツ
帝国議会。帝国と各領邦、帝国都市間の調整機関の側面が強い。ヴェストファーレン条約によって封建領主の独立主権が認められると有名無実の存在となった。各領邦には帝国議会とは別個に領邦議会が存在した。

### ポーランド
ポーランド王国では1572年にヤギェウォ朝が断絶すると、選挙王制に移行し、国王を選挙する身分制議会が極めて強い権力を握った。この状態は王政と言うよりもきわめて共和制に近く、この時代のポーランドを指して「共和国」(Republika)とも言う。

### ハンガリー
ハンガリー王国では1526年にモハーチの戦いで国王のラヨシュ2世が戦死すると王朝が断絶し、以降ハプスブルク家によってハンガリー王が勤められることが多くなった。ただしこれらハプスブルクの王も身分制議会による選挙王制に則って選出されており、以降もハンガリーの身分制議会は継続された。これはボヘミア王国やモラヴィア王国においても同じである。また、オーストリア継承戦争においてオーストリアが苦境に立たされハンガリーの加勢を求めるときも、マリア・テレジアはハンガリー身分制議会の賛同を得る必要があった。

### ロシア
1559年にモスクワ大公イヴァン4世（イワン雷帝）によって会議（ソボル）が召集され、以後法律の骨格や国政の大問題を討議する場として身分制議会であるゼムスキー・ソボルが開催された。ゼムスキー・ソボルは必要に応じてツァーリが召集するものの、貴族によって構成されるボヤーレ・ドゥーマやロシア正教の総主教による召集が可能であった。イワン雷帝以後、17世紀初頭の動乱時代（大動乱、スムータ）に至るまでツァーリの選出をはじめ国政における重要な役割を果たすこととなったが、ロマノフ家の覇権が確立する17世紀後半からはツァーリの諮問機関としての役割に止まる様になり、ピョートル大帝による絶対主義の確立にって全く開催されなくなった。

### 北欧諸国
北欧諸国では貴族、聖職者、ブルジョワジー、農民から成る四部会が敷かれていた。北欧諸国は、寒冷な気候故生産性の低い土地であるため、封建制、農奴制あるいは寄生地主制の発達が妨げられた。そのため自由農民が育まれ、ものを言う農民の伝統があったため四番目の身分として農民が加えられた。ゲルマン法の影響を指摘する説もある。原則として各部会は対等の関係を保つ。しかし人口が極端に少ない貴族、聖職者が多数派であるブルジョワジー、農民と同等の拒否権を持つこと自体が、身分制における不平等の温床となった。近代社会への脱皮の時に、両院制あるいは一挙に一院制へ移行することで、議会制民主主義が成立させた。現在の北欧諸国の政党制においても、この四身分の影響が色濃く残っているのが観察される。詳細は北欧の政治を参照。